# Tour de Bihor
El Tour de Bihor (oficialmente: Turul Ciclist al Bihorului) es una carrera ciclista por etapas que se disputa en el distrito de Bihor, Rumania. Su primera edición se disputó en 2016 formando parte del UCI Europe Tour dentro de la categoría 2.2 (última categoría del profesionalismo). En 2019 la carrera ascendió a la categoría 2.1.
La primera edición fue ganada por el colombiano Egan Bernal.

## Palmarés
| Año  | Ganador          | Segundo           | Tercero            |
| ---- | ---------------- | ----------------- | ------------------ |
| 2016 | Egan Bernal      | Rodolfo Torres    | Matteo Fabbro      |
| 2017 | Rodolfo Torres   | Luca Chirico      | Iván Ramiro Sosa   |
| 2018 | Iván Ramiro Sosa | Alberto Giuriato  | Alessandro Bisolti |
| 2019 | Daniel Muñoz     | Markus Freiberger | Karel Hník         |

## Palmarés por países
| País     | Victorias |
| -------- | --------- |
| Colombia | 4         |